# Helmut Thaler
Helmut Thaler (* 22. Januar 1940 in Imst) ist ein früherer österreichischer Rennrodler.
Thaler startete für den Rodelverein Imst. Er gehörte in den 1960er Jahren zu den erfolgreichsten Rennrodlern und trat sowohl im Einzel wie auch im Doppelsitzer an. 1961 gewann er mit Herbert Thaler hinter Reinhold Frosch/Ewald Walch in Garmisch-Partenkirchen bei den Rennrodel-Weltmeisterschaften die Silbermedaille. Ein Jahr später wurde er mit Reinhold Senn Dritter in Girenbad. Bei den Olympischen Winterspielen 1964 in Innsbruck gewann Thaler an der Seite Senns hinter Josef Feistmantl und Manfred Stengl beim ersten Rennrodel-Wettbewerb der Olympischen Spiele die Silbermedaille. Bei den Europameisterschaften 1967 kam der Gewinn einer weiteren Silbermedaille für das Duo Thaler/Senn hinter Feistmantl und Wilhelm  Bichl hinzu. Bei den Olympischen Winterspielen 1968 in Grenoble startete Thaler im Einsitzer und erreichte den 14. Platz. 1966, 1967 und 1968 gewann er im Doppelsitzer den österreichischen Meistertitel. Nach seiner aktiven Karriere war er von 1973 bis 1988 Trainer der österreichischen Rodel-Nationalmannschaft.